# Jean-Pierre Siggen
 (février 2015).
Jean-Pierre Siggen, né le 1er juin 1962 à Sion (originaire de Chalais), est une personnalité politique fribourgeoise, membre du Centre. 
Il est conseiller d'État du canton de Fribourg depuis novembre 2013, d'abord à la tête de la Direction de l'instruction publique, de la culture et des sports, puis de celle des finances.

## Biographie
Jean-Pierre Siggen naît le 1er juin 1962 à Sion. Il est originaire de Chalais, également dans le canton du Valais. Il a un frère et une sœur. Son père, André Siggen, également du PDC, est le chef d'une entreprise de génie civil en Valais, tandis que sa mère, née Gertrude Perret, est secrétaire.
Il passe son enfance dans les environs de sa ville natale[réf. nécessaire] et effectue sa scolarité au collège sédunois des Creusets, avant de poursuivre ses études à l’Université de Lausanne où il obtient successivement une licence en droit en 1986 et une licence en économie politique en 1989.
Il est engagé à Berne en tant que secrétaire patronal (1989) puis vice-directeur (1995-1997) de l’Union suisse des arts et métiers, où il travaille successivement dans le domaine des relations extérieures puis des affaires sociales.
Il s’installe en 1991 à Fribourg. Il officie ensuite comme conseiller pour les questions économiques et sociales auprès du conseiller fédéral Flavio Cotti de 1997 à 1999 et comme conseiller pour les affaires du Conseil fédéral de son successeur Joseph Deiss jusqu’en 2000. La même année, il est nommé directeur de l’Union patronale du canton de Fribourg, charge à laquelle s’ajoute le poste de secrétaire général adjoint de la Fédération des entreprises romandes à partir de 2007. Il exerce ces deux fonctions jusqu'à son élection au Conseil d'État en 2013.
Il est marié à Paulette Siggen-Buchmann et père de trois enfants. Il est catholique pratiquant.

## Parcours politique
Il adhère au PDC, devenu Le Centre, dans les années 1990.
Il exerce la présidence du PDC de la ville de Fribourg de 2005 à 2010 et la vice-présidence du parti cantonal de 2005 à 2006. Élu en mars 2006 au Conseil général (législatif) de la ville de Fribourg, il se présente une première fois à l’élection au Conseil d’État. S’il échoue à se faire élire à l'exécutif, il accède lors de ces élections au Grand Conseil, où il est chef du groupe PDC à partir de 2009.
Il brigue une nouvelle fois le Conseil d’État en 2013 à l’occasion du départ en cours de mandat de sa collègue de parti Isabelle Chassot. Lors de cette élection complémentaire, il est principalement opposé au candidat socialiste Jean-François Steiert ; au bénéfice d’une entente des partis bourgeois, il s’impose avec une courte majorité.
Assermenté le 12 novembre 2013, il reprend la Direction de l’instruction publique, de la culture et du sport. Il y mène notamment à terme la réforme de la loi scolaire et de la loi sur l’université. Les révisions de la loi sur la Haute école pédagogique et de la loi sur l’enseignement spécialisé sont également poursuivies sous sa responsabilité.
Il est réélu au premier tour le 6 novembre 2016, avec le meilleur résultat des candidats. Il préside le Conseil d'État en 2019. Arrivé seulement neuvième du premier tour de l'élection du Conseil d'État le 7 novembre 2021, il est réélu le 28 novembre 2021 grâce à l'alliance de la droite. Il reprend la Direction des finances le 1er janvier 2022.

### Positionnement politique
Ancré à droite et réputé peu flexible, fondant son action politique sur la doctrine sociale de l'Église catholique, il s'oppose à la nouvelle Constitution fribourgeoise de 2004 parce qu'il la juge trop socialisante et qu'elle instaure un pacte civil de solidarité,.